# Malachius vulneratus
Malachius vulneratus is een keversoort uit de familie van de Melyridae. De wetenschappelijke naam van de soort is voor het eerst geldig gepubliceerd door Abeille.